# Alois Riegl
Alois Riegl (14. ledna 1858 Linec – 17. června 1905 Vídeň) byl rakouský historik umění a památkář, jeden ze zakladatelů Vídeňské školy dějin umění, profesor Vídeňské univerzity. Zasloužil se o ustavení historie umění jako samostatné vědecké disciplíny. Byl jedním z nejvlivnějších odborníků na formální analýzu uměleckých děl.

## Život
Absolvoval studia na Ústavu pro rakouský dějezpyt (Institut für Österreichische Geschichtsforschung), od roku 1881 byl členem Institutu, po roce 1883 stipendistou Institutu v Římě. Roku 1889 se habilitoval, od roku 1895 mimořádným a od roku 1897 řádným profesorem.
Riegl měl významný vliv na vývoj památkové péče, její odklon od historizujícího purismu a položil důraz na ocenění „hodnoty stáří” památky. V českém prostředí tyto myšlenky propagoval Max Dvořák a vycházela z nich analytická metoda památkové péče.

## Dílo
- Die ägyptischen Textilfunde im Österr. Museum (Vídeň, 1889).
- Altorientalische Teppiche (Leipzig, 1891).
- Stilfragen (Berlin, 1893). Tr. E. Kain, Problems of style (Princeton, 1992).
- Volkskunst, Hausfleiß, und Hausindustrie (Berlín, 1894).
- Ein orientalischer Teppich vom Jahre 1202 (Berlín, 1895).
- Die spätrömische Kunstindustrie nach den Funden in Österreich-Ungarn (Vídeň, 1901). Tr. R. Winkes, Late Roman art industry (Řím, 1985).
- "Das holländische Gruppenporträt," Jahrbuch des allerhöchsten Kaiserhauses 22 (1902), 71-278. Tr. E.M. Kain and D. Britt, The Group Portraiture of Holland (Los Angeles, 1999).
- Der moderne Denkmalkultus, sein Wesen, seine Entstehung (Vídeň, 1903). Tr. K. W. Forster and D. Ghirardo, “The modern cult of monuments: its character and origin,” Oppositions 25 (1982), 20–51.
- Die Enstehung der Barockkunst in Rom: Vorlesungen aus 1901–1902, ed. A. Burda and M. Dvořák (Vídeň, 1908).
- Gesammelte Aufsätze, ed. K.M. Swoboda (Augsburg, 1929).
- Historische Grammatik der bildenden Künste, ed. K.M. Swoboda and O. Pächt (Graz, 1966). Tr. J.E. Jung, Historical grammar of the visual arts (New York, 2004)

## Studenti
- Vojtěch Birnbaum (1897–1904)
- Vincenc Kramář (1899–1902)